# Лютцов (город)
Лютцов (нем. Lützow) — община в Германии, в земле Мекленбург-Передняя Померания.
Входит в состав района Северо-Западный Мекленбург. Подчиняется управлению Лютцов-Любсторф. Население составляет 1490 человек (на 31 декабря 2010 года). Занимает площадь 24,83 км².